# Gotthard Günther
Gotthard Günther (15 de junio de 1900 - 29 de noviembre de 1984) fue un filósofo alemán.
Su obra se basa en Georg Wilhelm Friedrich Hegel, Martin Heidegger y Oswald Spengler.
La lógica transclásica fue el intento de combinar los resultados mejorados de la dialéctica moderna con la lógica formal. Su concentración en el problema filosófico del “Du” (“Tú”) abrió un nuevo campo.

## Obras principales
- Fundamentos de una nueva teoría del pensamiento en la lógica de Hegel, 1933 (Grundzüge einer neuen Theorie des Denkens in Hegels Logik)
- Idea y esbozo de una lógica no aristotélica, 1959 (Idee und Grundriss einer nicht-Aristotelischen Logik)
- Aportaciones a los cimientos de una dialéctica operativa, 1, 1976 (Beiträge zur Grundlegung einer operationsfähigen Dialektik, 1)
- Aportaciones a los cimientos de una dialéctica operativa, 2, 1979 (Beiträge zur Grundlegung einer operationsfähigen Dialektik, 2)
- Aportaciones a los cimientos de una dialéctica operativa, 3, 1980 (Beiträge zur Grundlegung einer operationsfähigen Dialektik, 3)

- Datos: Q68147